# Улица Амандуса Адамсона
У́лица Ама́ндуса А́дамсона (эст. Amandus Adamsoni tänav) — улица в Таллине, столице Эстонии.

## География
Пролегает в микрорайоне Кассисаба городского района Кесклинн. Начинается от бульвара Тоомпуйэстеэ, пересекается с улицами Кеваде, Койду, Лойте, Эха, Ао, Лооде и заканчивается на перекрёстке с улицей Техника. В районе между улицей Амандуса Адамсона и Тоомпуйесте расположен парк Фальги.
Протяжённость — 629 метров.
Общественный транспорт по улице не курсирует.

## История
До тех пор, пока названия улиц Ревеля не были официально упорядочены в 1881—1882 годах, для улицы А. Адамсона использовались различные названия, которые происходили от расположенных на улице богаделен, домашних церквей и пруда Вярвали на территории парка Фальги (Госпитальная улица, Богадельная улица, Красильная улица).

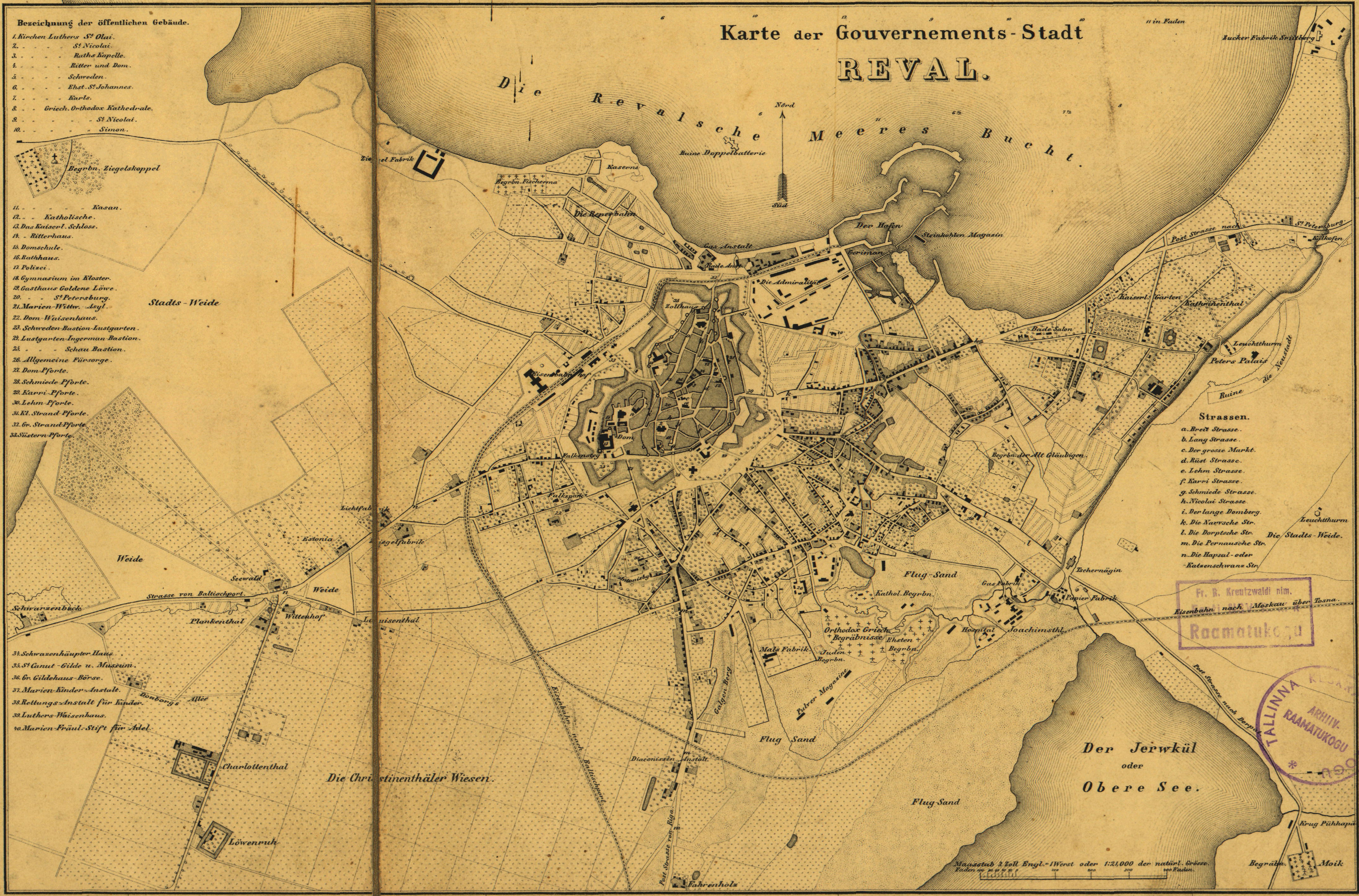
Район Фалькспарги на карте Ревеля 1876 года

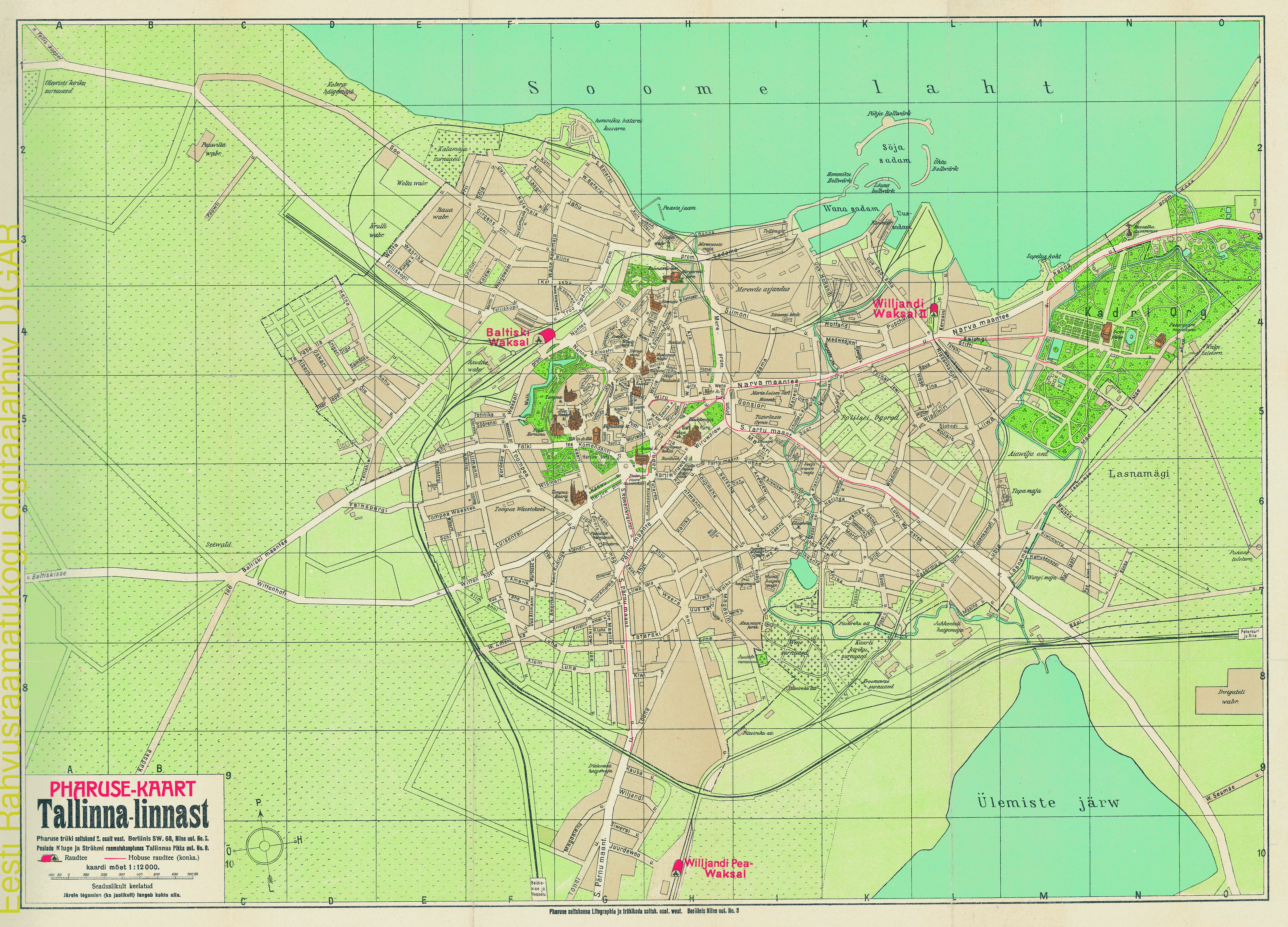
Улица Фалькспарги на карте Таллина 1910 года

Названия улицы согласно письменным источникам разных лет:
- 1774 год — нем. Kirchenstraße, эст. Kiriku tänav;
- 1786 год — нем. Hospitalstraße;
- 1787 год — нем. Siechenstraße;
- 1798—1806 годы — нем. Siechenstraße;
- 1879 год, 1882 год, 1907 год, 1942 год — нем. Falksparkstraße;
- 1880 год — эст. Toom-Hospidali tänav;
- 1881 год — эст. Vaeste tänav, нем. Armenstraße, нем. Dom-Hospitalstraße;
- 1882 год, 1907 год, 1916 год — Фалькспаркская улица;
- XIX век — Богадельная улица, Казарменная улица, Госпитальная улица, Красильная улица, эст. Tiigi tänav, нем. Teichstrasse;
- 1908—1923 годы — эст. Falkspargi tänav;
- 1950—1959 годы — эст. Pargi tänav, улица Парги.

Когда-то рядом с улицей был пруд, который принадлежал жившему там красильщику (эст. värval). Ганс Генрих Фальк, олдермен Домской гильдии, купил этот участок земли, засыпал пруд, привёз почву и посадил деревья. В 1868 году Фальк подарил парк Домской гильдии, поставив условие, что его надо содержать в порядке, и он должен быть открыт для посещений всеми людьми. С 1860 года в парке работало несколько увеселительных заведений. В 1882—1887 годах парк летом сдавался в аренду эстонскому товариществу «Лоотус» («Lootus»), которое организовывало здесь летние праздники. В 1887 году в парке прошёл певческий праздник хоровых коллективов Харью.
Решением городского совета от 6 ноября 1881 года улица была названа улицей Ваэсте (эст. Vaeste tänav, нем. Armenstraße, в переводе на русский язык — улица Бедняков). Однако жителям не понравилось такое уничижительное название, и по их просьбе улица была переименована в честь парка — Фалькспаркская улица (эст. Falkspargi tänav, нем. Falcksparkstrasse).
Первоначально Фалькспаркская улица пересекала Балтийскую железную дорогу и доходила до Палдиского шоссе. В 1926 году, после ликвидации Домской гильдии, парк Фальги был передан Таллинской городской управе, а в 1937 году — Фонду Дома физкультуры (sihtasutus Kehakultuurihoone). В 1931 году часть улицы, находившаяся к западу от железной дороги, была объединена с улицей Мадара.
Решением Таллинского городского исполкома СНД от 27 июня 1950 года улица была названа улицей Парги (эст. Pargi tänav, в переводе с эстонского — Парковая улица). С 25 сентября 1959 года улица стала носить имя скульптора и живописца Амандуса Адамсона.
В Эстонской ССР улица находилась в Октябрьском районе, поворачивая на юго-запад от угла бульвара Юрия Гагарина (ныне бульвар Тоомпуйестеэ) и Народного парка (бывший парк Фалькс) и выходя на улицу Техника. На момент установки памятника «Русалка» скульптор проживал в доме № 8 на этой улице (к настоящему времени дом разрушен).

## Застройка

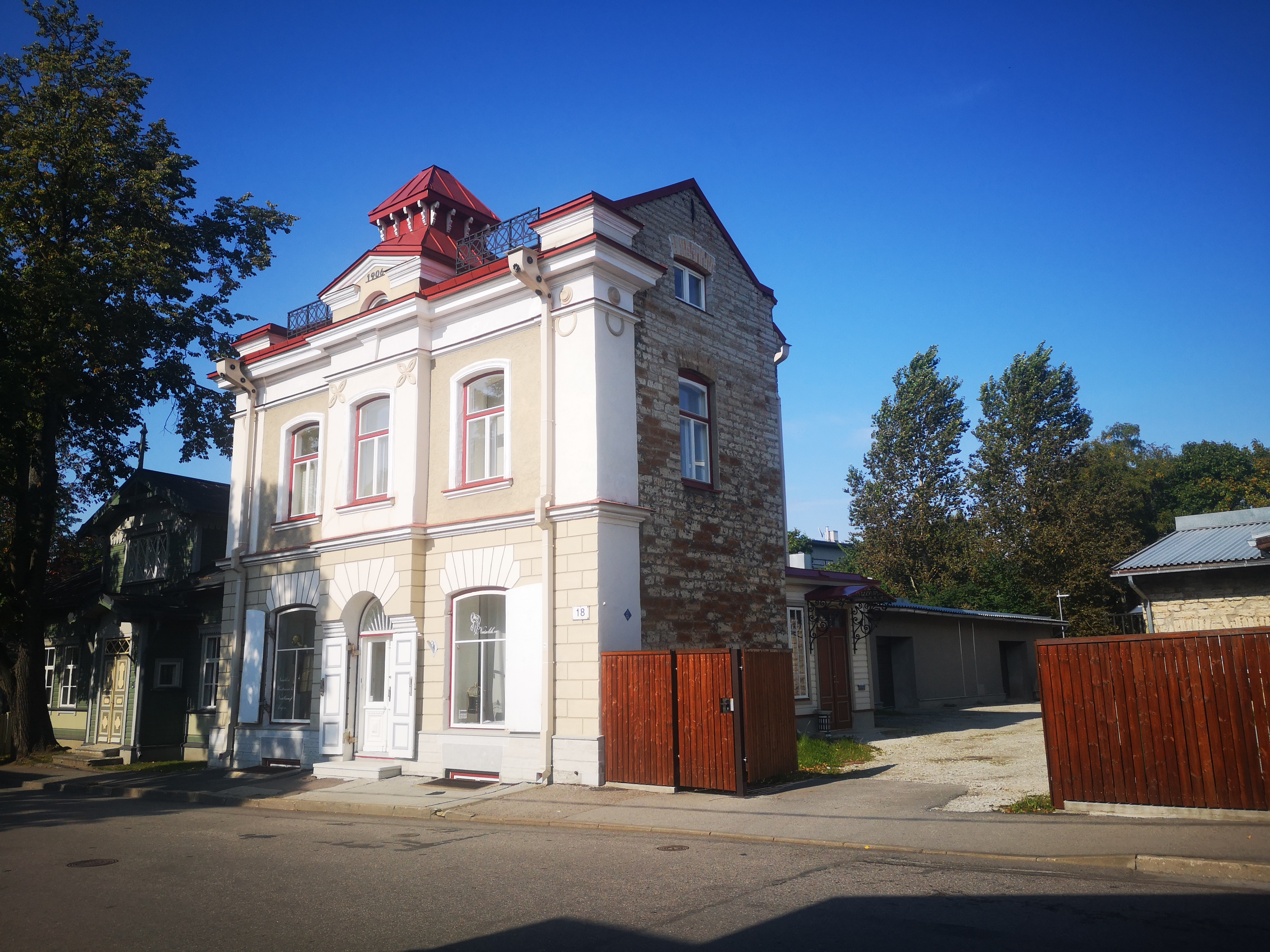
Дом 18

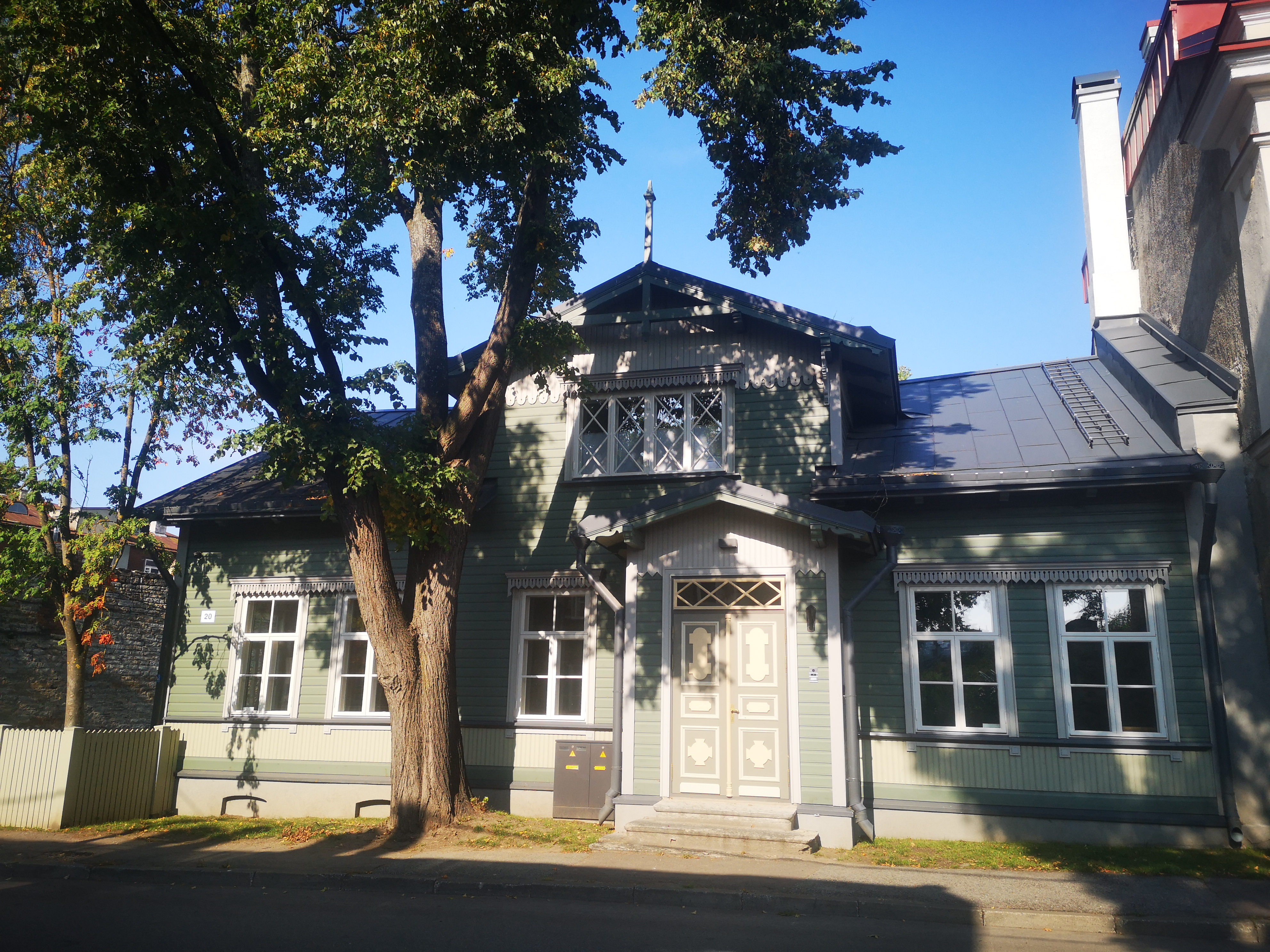
Дом 20

Улица имеет в основном историческую застройку, и на ней в основном расположены жилые дома, в частности:
- дом 2 — двухэтажный каменный дом 1940 года постройки;
- дом 4 — четырёхэтажный каменный дом, построенный в 1925 году;
- дом 5 — двухэтажный деревянный дом (1940);
- дом 6 — двухэтажный деревянный дом (1926);
- дом 11 — деревянный двухэтажный дом (1885);
- дом 12 — каменный трёхэтажный дом (1948);
- дом 15 — двухэтажный деревянный дом (1940);
- дом 16 — угловой трёхэтажный каменный дом, построен в 1948 году (Adamsoni tn 16 / Koidu tn 12);
- дом 18 — трёхэтажный каменный дом (1906);
- дом 20 — двухэтажный деревянный дом (1940);
- дом 21/1 — двухэтажный деревянный дом (1946);
- дом 24 — трёхэтажный деревянный дом (1940). В 1999 году внесён в Государственный регистр памятников культуры Эстонии. Яркий образец дома таллинского типа, типичного для пригородов того времени. В 1930-х годах этот участок недвижимости принадлежал Йохану Фрейбаху (Johan Freybach). В 1932 году был подготовлен проект жилого дома, автором которого был инженер В. Салесманн (W. Salesmann). В 1935—1936 годах на мансардном этаже здания была сделана небольшая перестройка по проекту архитектора Карла Труманна-Тарваса[7];
- дом 29 — трёхэтажный каменный дом (1915);
- дом 30 — двухэтажный деревянный дом (1930).

Дом 8 (Adamsoni tn 8 / Kevade tn 8) — трёхэтажное каменное школьное здание, построенное в 1939 году. Авторы проекта — архитекторы Герберт Йохансон (1884—1964) и Артур Юрветсон (Artur Jürvetson, 1908—1976). В здании работает Гимназия Якоба Вестхольма (Jakob Westholmi Gümnaasium). Здание внесено в Государственный регистр памятников культуры Эстонии.
На первом этаже углового дома по адресу улица Койду 11 на перекрёстке с улицей А. Адамсона работает продовольственный магазин «Kassisaba».
Четырёхэтажный квартирный дом № 3 построен в 2011 году; четырёхэтажный квартирный дом № 26 — в 1992 году.

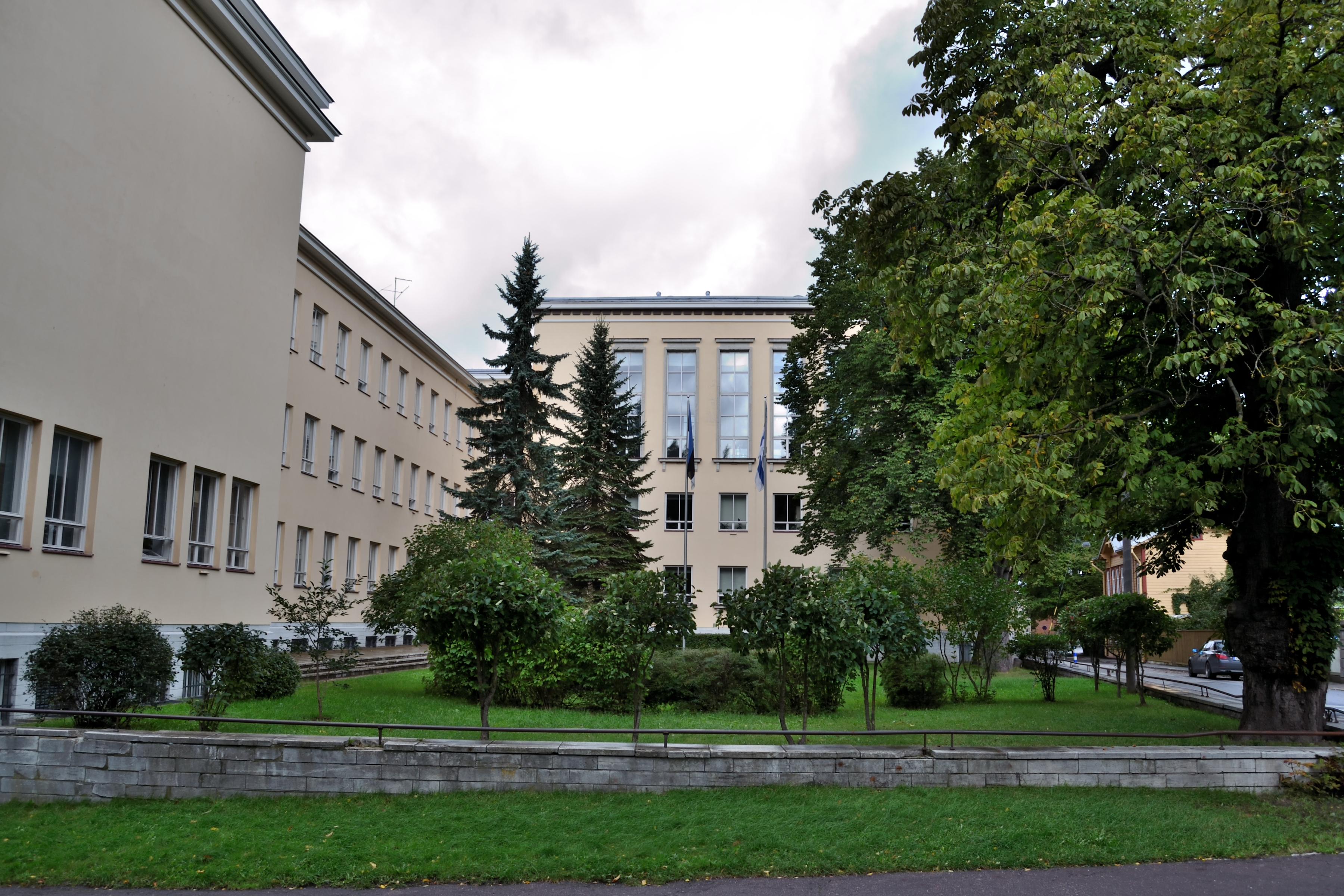
Вид на Гимназию Якоба Вестхольма с улицы Амандуса Адамсона
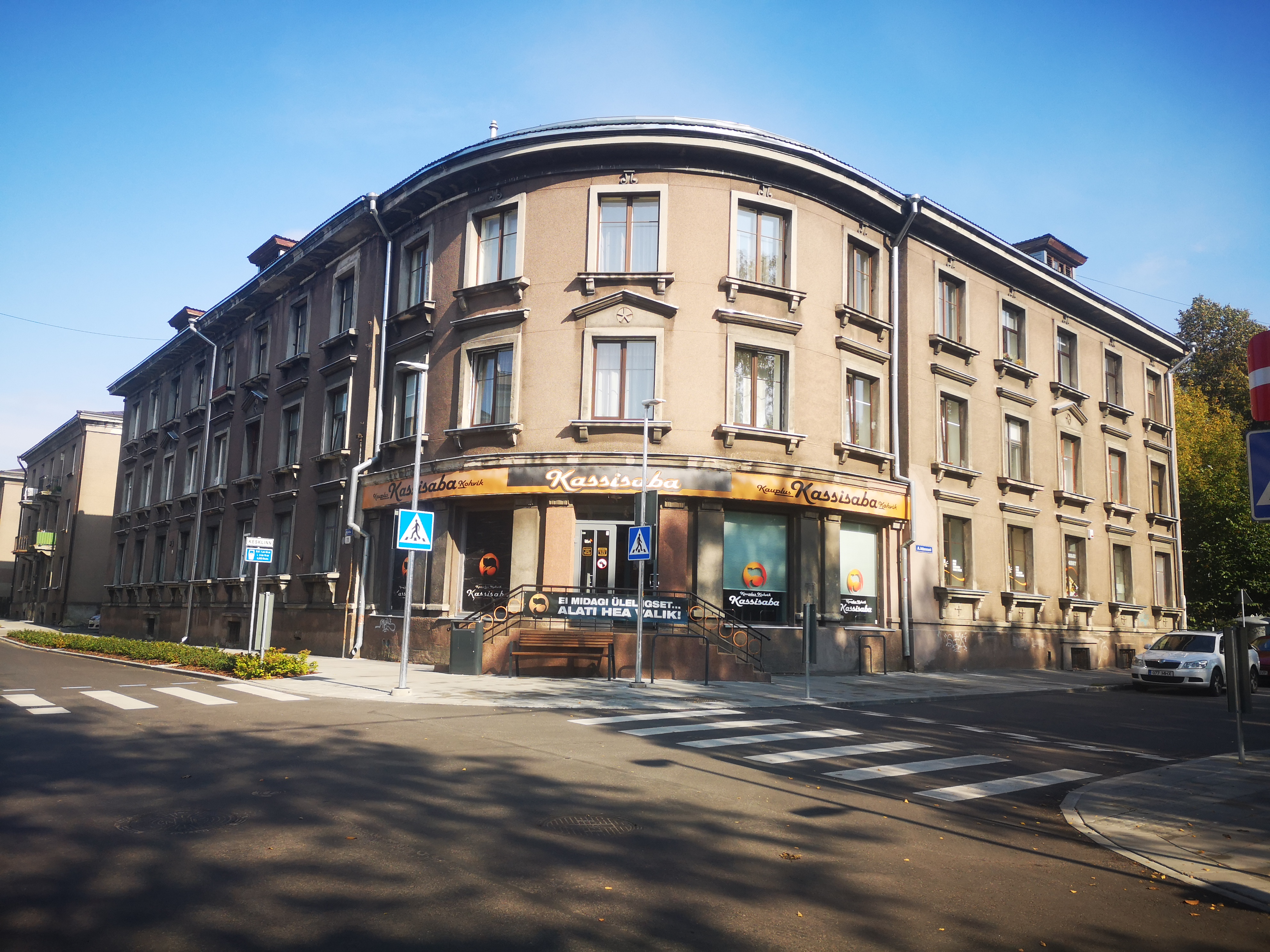
Угловой дом по адресу ул. Койду 11 на перекрёстке с улицей А. Адамсона
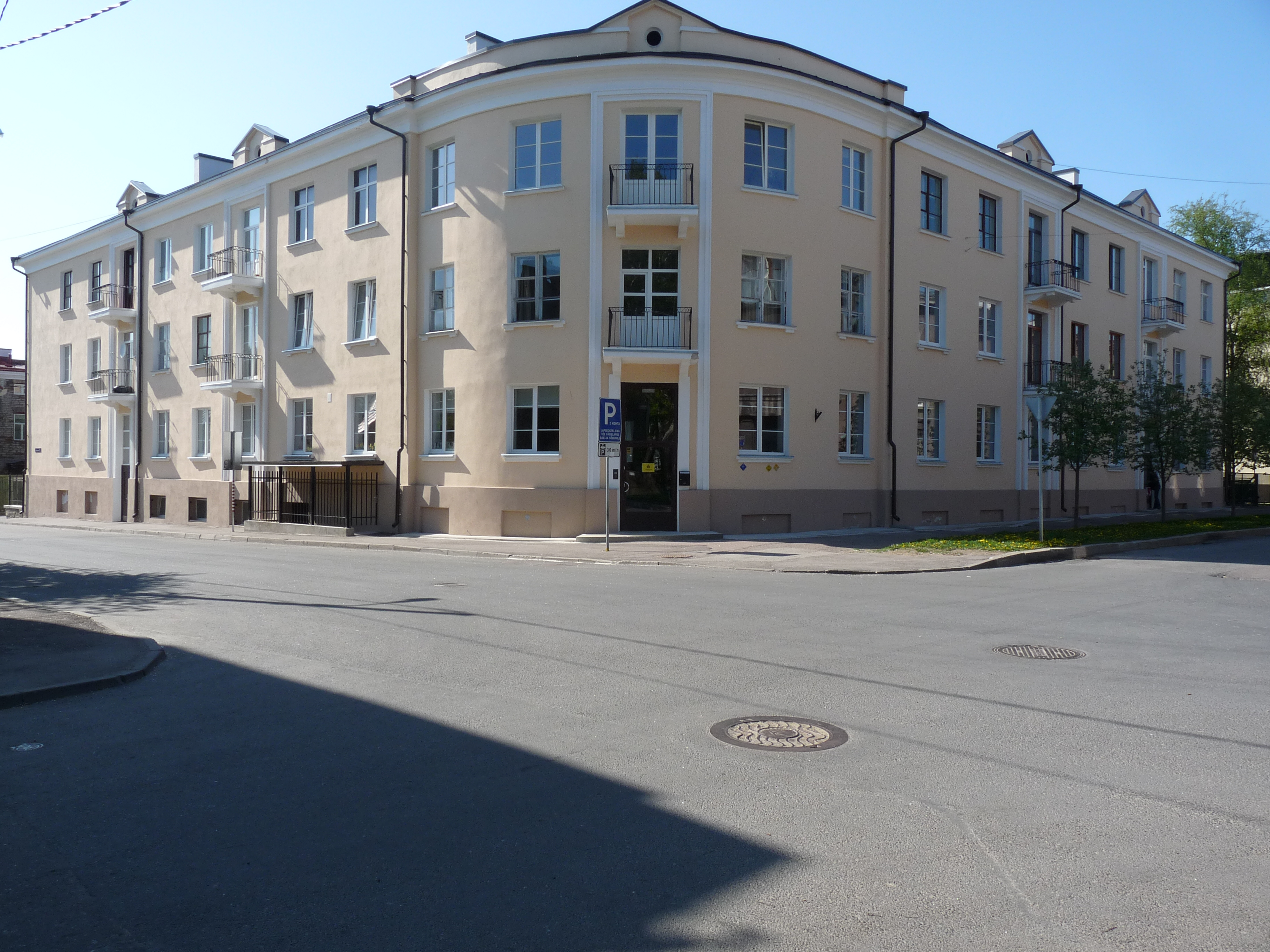
Угловой дом улица Койду 12 / улица А. Адамсона 16
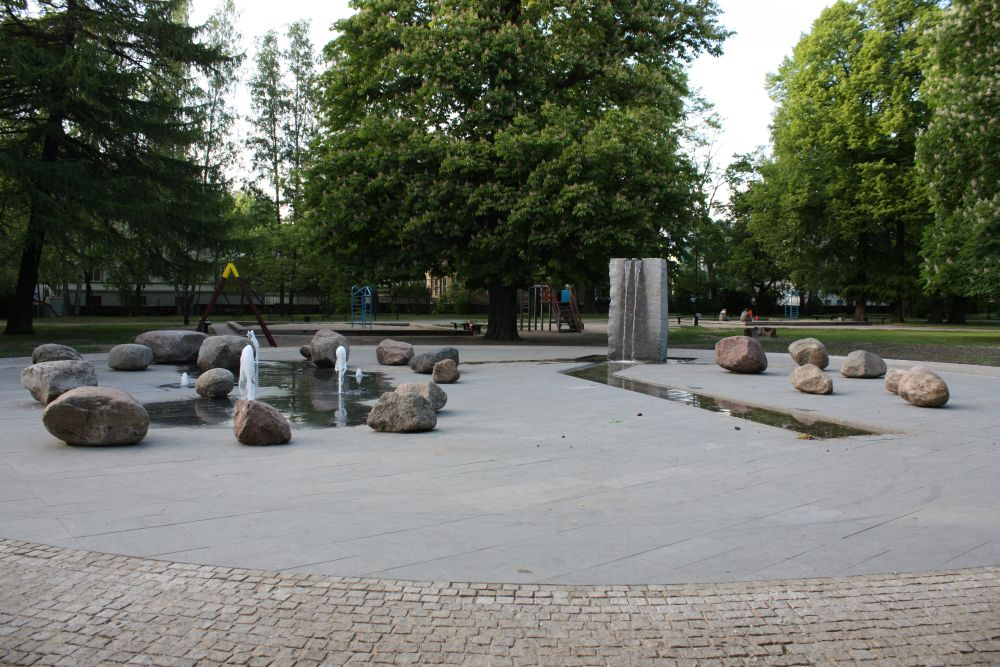
Парк Фальги